# Горски мишки
Горските мишки (Sylvaemus) са представители на семейство Мишкови. Традиционно се класифицират като подрод (Sylvaemus) на полските мишки (Apodemus), но нови генетични изследвания ги отделят в самостоятелен род Sylvaemus.

## Класификация и видове
Поставянето на горските мишки в един род (Apodemus) с полските e основано предимно на морфологически белези, което не е надежден метод за класифициране. С развиването на технологиите използвани в систематиката са натрупани значителни аргументи в полза на обособяването им като отделен род. Установено е че генетичната дистанция между полската мишка и представителите на Sylvaemus е съпоставима с тази между отделните родове гризачи. Това показва че полската мишка е достатъчно различна от останалите за да заслужи самостоятелен род - Apodemus на който тя е типов вид. А подродът Sylvaemus се повишава в ранг род.
Следва списък на някои видове с имена според старата и новата класификация. Използва се стандартната нотация за подрод при която той се записва след родовото име в скоби.
| Българско име           | Стара (традиционна) класификация | Нова класификация     |
| ----------------------- | -------------------------------- | --------------------- |
| Обикновена горска мишка | Apodemus (Sylvaemus) sylvaticus  | Sylvaemus sylvaticus  |
| Малка горска мишка      | Apodemus (Sylvaemus) uralensis   | Sylvaemus uralensis   |
| Жълтогърла горска мишка | Apodemus (Sylvaemus) flavicollis | Sylvaemus flavicollis |